# Lucius Valerius Flaccus (Kr. e. 100)
Lucius Valerius Flaccus (†Nikomédia, Kr. e. 86) római politikus, az előkelő Valeria gens tagja volt. Apja, a hasonló nevű Lucius Kr. e. 131-ben viselt consulságot.
Aedilis curulisként Decianus néptribunus vádat emelt ellene. Kr. e. 100-ban a már hatodik hivatali évét töltő Caius Marius kollégájaként viselte a consuli magistraturát, és a senatusi nyomásnak engedelmeskedve levezényelte az állam ellenségeinek nyilvánított néppártiak, Marcus Servilius Glaucia praetorral és Lucius Appuleius Saturninus néptribunusszal történő leszámolást. Kr. e. 97-ben Marcus Antonius Oratorral közösen censori hivatalt viselt.
Kr. e. 86-ban, miután a Lucius Cornelius Sulla távozását követően hetedszerre is consullá tett Marius meghalt, Lucius Cornelius Cinna Flaccust választotta maga mellé helyettesül. Consulsága kezdetén elrendelte az adósságok nagy részének eltörlését, így a hitelezők csupán a kölcsön negyedrészét kapták vissza. Ez az intézkedése népszerűtlenné is tette utóbbiak körében. Röviddel kinevezése után Cinna rábízta a Sulla nyomában keletre küldött haderő vezetését, amelynek feladata a római riválissal való leszámolás és VI. Mithridatész Eupatór pontoszi király leverése volt. Gyaníthatóan ő állította fel azokat a Valeriana nevet viselő legiókat, amik később, a hetvenes években Lucius Licinius Lucullus alatt harcoltak Mithridatész ellen.
Flaccus azonban kegyetlen és kapzsi volt, amivel katonái jelentős részét elidegenítette magától, és egy részük átállt Sullához, mások pedig Caius Flavius Fimbriához, Flaccus népszerű legatusához húztak. Büzantionnál, a Boszporusz partján Fimbria összeveszett a sereg quaestorával, és a döntőbírónak felkért consul ez utóbbi javára döntött. A dühös legatus erre fenyegetőzni kezdett, mire Flaccus menesztette. A consul ezután megkezdte az átkelést Khalkédón felé, ám erre Fimbria fellázította a sereg Büzantionban maradt részét. Flaccus megpróbált visszatérni, hogy leverje a lázadást, de végül menekülnie kellett. Sikerült az anatóliai Nikomédiába menekülnie, de Fimbriáék végül elkapták és lefejezték. A consul fejét a tengerbe vetették, testét viszont temetetlenül hagyták.